# Корені та значення імені Заратуштра
Існує багато думок стосовно  походження і значення імені Заратуштра. Оскільки мова Гатів дуже давня і відтоді минуло багато часу, то кожен авестознавець робить висновок на основі власних досліджень цього джерела. Віндішман і Мюллер вважають, що воно означає сміливий власник верблюдів, на думку Рассела воно означає син зірки. دهارله بلژیکی вважає, що воно означає яскравий і жовтий, як золото, Бартоломео - що власник старого верблюда, і деякі дослідники вважають, що його можна перекласти як власник жовтого верблюда".

## Різні форми імені Заратуштри
Існує понад десять форм запису імені Заратуштра мовою фарсі: Зартошт (перс. زارتشت), Заргашт (перс. زارهشت), Зардашт (перс. زرادشت), Зарадашт (перс. زرادشت), Заргушт (перс. زارهوشت), Зардгашт (перс. زردهشت), Заратошт (перс. زراتشت) тощо, але він сам у Гатах в Авесті називає себе Заратуштра (𐬰𐬀𐬭𐬀𐬚𐬎𐬱𐬙𐬭𐬀 Zaraθuštra). У пехлевійських текстах ім'я його зустрічається як зарду(га)шт (транслітерація: zltw(h)šт) або Заратушт або Зартушт. Арабські джерела подають ім'я пророка зороастризму як "Зарадашт" (араб. زرادشت). У давній Греції його називали Зороастріс (Ζωροάστρης Zōroastrēs), і сьогодні в західних мовах ім'я Зороастр походить від цього самого кореня.

## Уштра в значенні шотор (верблюд)
Від понад двох тисяч років тому до сьогодні з'являлось багато трактувань імені Заратуштра. Точно зрозуміло, що воно складається з двох компонентів "зарат" і "уштра". Стосовно значення "зарат" існують різні трактування. Більшість істориків вважають, що воно означає жовтий та золотий, а менше - що старий або злий. Слово жовтий в самій Авесті пишеться як зіріт "زیریت". Ще один варіант "зарат" «زرات» означає старий, але точаться суперечки чому в поєднанні з уштра воно перетворилось на "зарат" «زرت».
Щодо другого компонента цього імені таких розбіжностей немає, оскільки дотепер в перській мові залишається слово верблюд (шотор (перс. شتر) або аштар (перс. اشتر)), а саме ім'я пророка може перекладатися як "власник верблюдів. Оскільки в минулому верблюдів вважали дуже корисними тваринами, то вони мали особливе значення, а їх власники особливий статус. Імена, які містили це слово, давали новонародженим з особливим соціальним походженням. Можна згадати також, що у написах в Парсі серед подарунків Дарію згадується і верблюд. Фараштар (перс. فراشتر) означає власника верблюдів, провідника або погонича.

## Астар у значенні сетаре (зоря)
Зороастр означає яскрава зоря і золоте світло, тому що заранат (перс. زرنت) означає блиск і астра (не аштра) означає зірка. Кассель уявляє його значення як син зорі).

## Прізвище Заратуштри
Спітама було прізвищем Заратуштри. У другому розділі همایشت, там де священний Хомай наближається до Заратуштри як друг, він до нього шанобливо звертається за цим ім'ям.
Іноді також ім'я Заратуштри пишуть разом з прізвищем Спітама. Нині це прізвище має форму Спітамен سپنتمان або اسپنتمان, що означає чистий у помислах.